# Antonin Peretjatko
Antonin Peretjatko né le 25 mars 1974 à Grenoble (Isère), est un réalisateur français.
Il est l'auteur de trois longs-métrages, parmi lesquels La Fille du 14 juillet sorti en 2013, et La Loi de la jungle sorti en 2016.

## Biographie
Antonin Peretjatko obtient le diplôme de l'école nationale supérieure Louis-Lumière en section cinéma (chef-opérateur) en 1999.
Son premier long métrage, La Fille du 14 juillet, est sorti sur les écrans en juin 2013. Avec Justine Triet, Guillaume Brac, Thomas Salvador, Yann Gonzalez, Vimala Pons et d'autres, il fait partie d'une génération de jeunes cinéastes français mise en avant par les Cahiers du cinéma en avril 2013, et dont certains sont révélés au grand public lors du festival de Cannes 2013.
En 2017, Antonin Peretjatko tourne Panique au Sénat. Le tournage a lieu au château de la Ballue à Bazouges-la-Pérouse et à Rennes. Le film est tourné en 3D,.
En 2025, Antonin Peretkatko sort un roman-photo aux éditions du Seuil, Vols au musée de la croûte, mettant en scène les comédiens Pascal Légitimus et Estéban.

## Filmographie

### Courts métrages
- 1998 : La Montagne égrenée (documentaire)
- 2002 : L'Heure de pointe
- 2004 : Changement de trottoir
- 2004 : French Kiss
- 2006 : L'Opération de la dernière chance
- 2009 : Derrière les barreaux (documentaire sur le tournage d'Un prophète de Jacques Audiard)
- 2010 : Paris monopole
- 2011 : Les Secrets de l'invisible
- 2014 : Vous voulez une histoire ?
- 2017 : Panique au Sénat

### Moyens métrages
- 2021 : Les Rendez-vous du samedi[6]

### Longs métrages
- 2013 : La Fille du 14 juillet
- 2016 : La Loi de la jungle
- 2020 : La Pièce rapportée
- 2024 : Voyage au bord de la guerre (documentaire)[7]

- 2025 : Vade Retro

## Publications
- « Éloge de l'humour » dans les Cahiers du cinéma no 692, septembre 2013
- Vols au musée de la Croûte en collaboration avec Pascal Légitimus et Estéban, Seuil, avril 2025  (ISBN 978-2-02-156479-2)

## Distinctions
- 2011 : Prix du syndicat de la critique pour Derrière les barreaux
- 2014 : Lauréat de la Fondation Gan pour le Cinéma pour le long-métrage La Loi de la jungle[8]